# Son la mondina
Son la mondina (son la sfruttata) è un canto di lavoro del 1950, composto da Piero Besate su un'aria popolare di risaia.
Besate, funzionario del PCI, compose il canto in occasione di un congresso di Federbraccianti.
Il canto riprende la tradizione dei canti delle mondariso del primo Novecento e dei canti di lavoro poco precedenti.
Con questo canto (e con L'attentato a Togliatti) si chiude la stagione del canto sociale degli anni quaranta, ma anche la più vasta parabola che va dai canti risorgimentali alla caduta del fascismo, prima dell'avvento di Spartacus Picenus e della ripresa (Cantacronache).
Testo:
Son la mondina, son la sfruttata,
son la proletaria che giammai tremò!
Mi hanno uccisa, incatenata,
carcere e violenza nulla mi fermò.
Coi nostri corpi sulle rotaie,
noi abbiam fermati i nostri sfruttator
C'è molto fango nelle risaie,
ma non porta macchie il simbol del lavor
E lotteremo per il lavoro,
per la pace, il pane e per la libertà
E creeremo un mondo nuovo
di giustizia e di vera civiltà
Questa bandiera gloriosa e bella,
noi l'abbiam raccolta e la portiam più in su
Dal Vercellese a Molinella
alla testa della nostra gioventù
(2 volte)
E se qualcuno vuol far la guerra
tutti quanti uniti noi lo fermerem
Vogliam la pace sulla Terra
e più forti dei cannoni noi sarem!